# Día de la Victoria (canción)
Día de la Victoria (en ruso: День Победы, romanizado: Den Pobedy) es una de las canciones soviéticas dedicadas a la victoria del Ejército Rojo en la Segunda Guerra Mundial más populares. La canción se refiere a la celebración del Día de la Victoria pero a diferencia de la gran mayoría de las marchas militares, fue compuesta 30 años después de la guerra. En palabras de Vladimir Shainsky, un compositor veterano «La canción parece haber viajado en el tiempo. Aunque escrita tres décadas tras la guerra, ahora parece que era esta canción la que nos ayudó a obtener la victoria».

## Historia
Con el fin de conmemorar el XXX aniversario del Día de la Victoria, el gobierno de la Unión Soviética anunció un concurso para elegir la mejor canción sobre la guerra. En marzo de 1975, el poeta Vladímir Jaritónov, que había tomado parte en la guerra, se acercó a su colaborador habitual, el joven compositor David Tujmanov con la propuesta de escribir una nueva canción para la ocasión. Este trabajo fue distinto de sus anteriores colaboraciones. Varios días antes de la fecha límite, Jaritónov llevó sus letras a Tujmanov y este compuso la canción justo a tiempo para ser grabado por su mujer y enviado al jurado.
Sin embargo, el jurado, compuesto mayoritariamente por ancianos compositores, cuyos gustos se habían formado durante la era de Stalin se disgustaron enormemente por el resultado. La letra les pareció muy superficial y frívola, mientras que la melodía fue acusada de abusar de los ritmos del tango y el foxtrot, dos bailes “burgueses” que habían sido prohibidos en la Unión Soviética.

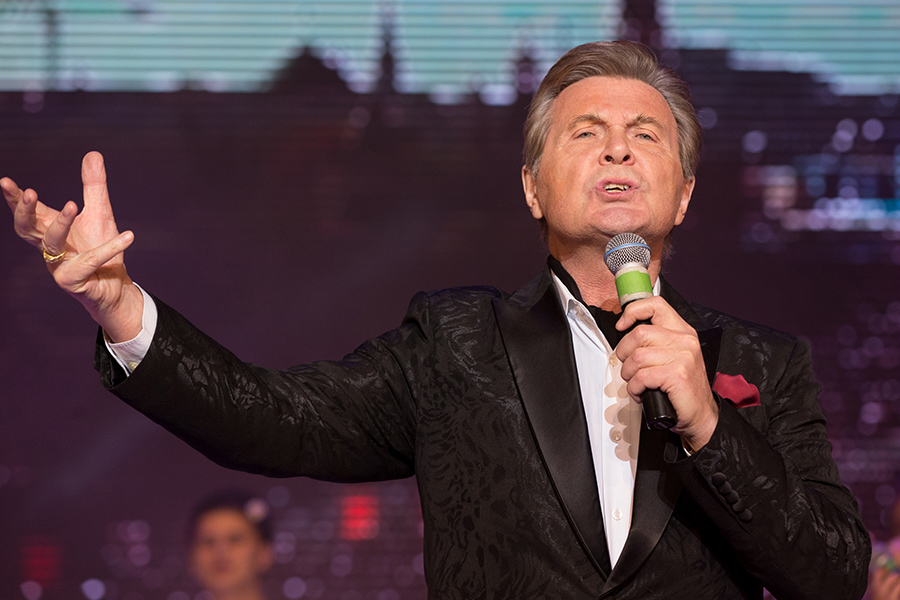
Lev Leshenko interpretando "Den Pobedy" en 2016

Aunque la interpretación de la canción estaba totalmente desaconsejada, Lev Leshenko, uno de los cantantes soviéticos más populares, se atrevió a presentarla durante su concierto en Alma-Ata en abril. La canción fue interpretada durante el programa televisivo Una luz azul el 9 de mayo, por otro cantante Leonid Smetannikov, pero su interpretación fue más bien escasa y falló en atraer al gran público. La canción no volvió a ser interpretada hasta el 10 de noviembre, cuando Leshchenko la revivió para un gran concierto (emitido en directo por la televisión soviética) en el Palacio Estatal del Kremlin en el día de la Milítsiya. Su actuación sorprendió a los censores, pero resultó ser un gran éxito entre el público, que clamaba por un bis.
Desde entonces, la canción ha sido interpretada durante todas las celebraciones del Día de la Victoria en la antigua Unión Soviética y en Rusia, a menudo como broche final, con la última estrofa acabada con fuegos artificiales sobre la Plaza Roja. Según el diario Komsomólskaya Pravda, al líder soviético Leonid Brézhnev le gustaba mucho la canción, especialmente cuando era interpretada por Iósif Kobzón, y le dijo a Jaritonov que «la gente cantará esta canción muchos años después de que usted y yo desaparezcamos».
Las expectativas de Brezhnev se materializaron, en parte porque como explica el investigador estadounidense David MacFayden: «Esta poderosa canción no se basa en la valentía de los jóvenes soldados, sino en las memorias particulares de los envejecidos y canosos veteranos. Su combinación conmovedora de la alegría por una espectacular victoria, y la tristeza por las grandes pérdidas, suena tan relevante hoy, como cuando la guerra en si es algo que muchos jóvenes rusos ni conocen ni les interesa.»

## Letra
| День Победы, как он был от нас далёк, Как в костре потухшем таял уголёк. Были вёрсты, обгорелые, в пыли — Этот день мы приближали как могли. Estribillo: Этот День Победы Порохом пропах, Это праздник С сединою на висках. Это радость Со слезами на глазах. День Победы! День Победы! Дни и ночи у мартеновских печей Не смыкала наша Родина очей. Дни и ночи битву трудную вели — Этот день мы приближали как могли. Estribillo Здравствуй, мама, возвратились мы не все... Босиком бы пробежаться по росе! Пол-Европы, прошагали, пол-Земли — Этот день мы приближали как могли. Estribillo x 2 | Den' Pobedy, kak on byl ot nas dalyok, Kak v kostre potukhshem tayal ugolyok. Byli vyorsty, obgorelye, v pyli — Etot den' my priblizhali kak mogli. Estribillo: Etot Den' Pobedy Porokhom propakh, Eto prazdnik, S sedinoyu na viskakh. Eto radost' So slezami na glazakh. Den' Pobedy! Den' Pobedy! Dni i nochi u martenovskikh pechey, Ne smykala nasha Rodina ochey. Dni i nochi bitvu trudnuyu veli, — Etot den' my priblizhali kak mogli. Estribillo Zdravstvuy, mama, vozvratilis' my ne vse, Bosikom by probezhat'sya po rose! Pol-Yevropy proshagali, pol-Zemli — Etot den' my priblizhali kak mogli. Estribillo x 2 | Día de la victoria. Que lejos estaba de nosotros, Como una brasa escondida en la fogata apagada Recorrimos kilómetros, quemados y polvorientos Hicimos lo que pudimos por apresurar este día. Estribillo: Este Día de la Victoria Es su espeso olor a cordita (pólvora), Este día de fiesta Ya con canas en las sienes, Esta alegría Con lágrimas en nuestros ojos ¡Día de la Victoria! ¡Día de la Victoria! Días y noches en los altos hornos Nuestra Patria no cerró los ojos. Días y noches libramos una dura batalla Hicimos lo que pudimos por apresurar este día. Estribillo Hola, ¡Mama!, no todos volvemos... ¡Cómo deseaba correr descalzo en el rocío! Media Europa, hemos recorrido media Tierra. Hicimos lo que pudimos por apresurar este día. Estribillo x 2 |